# Unidad de instrucción

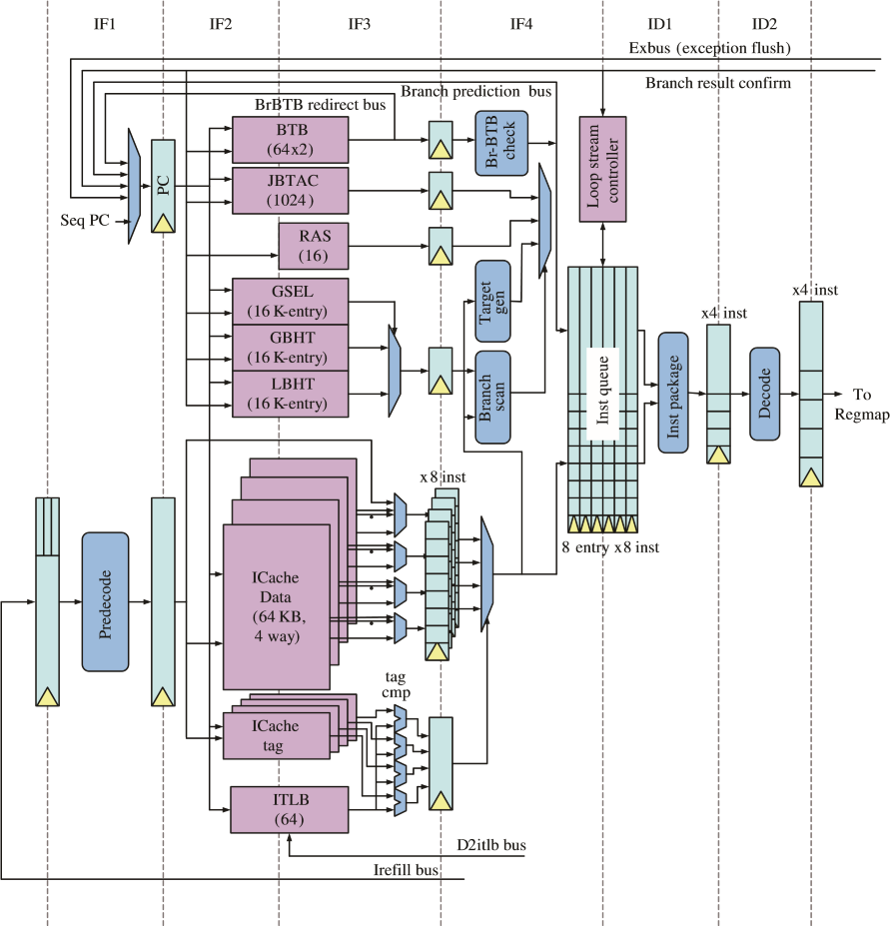
esta imagen se corresponde a una unidad de instrucciones, tiene relación con lo que se menciona en este artículo

La unidad de instrucciones (I-unit o IU), también llamada, por ejemplo, unidad de obtención de instrucciones (IFU - instruction fetch unit), unidad de emisión de instrucciones (IIU - instruction sequencing unit), unidad de secuenciación de instrucciones (ISU - instruction sequencing unit), en una unidad central de procesamiento (CPU) es responsable de organizar el programa. instrucciones para ser recuperadas de la memoria y ejecutadas, en un orden apropiado, y para reenviarlas a una unidad de ejecución (E-unit o EU). La unidad I también puede hacer, por ejemplo, resolución de direcciones, captación previa, antes de reenviar una instrucción. Es una parte de la unidad de control, que a su vez es parte de la CPU.
En el estilo más simple de la arquitectura informática, el ciclo de instrucciones es muy rígido y se ejecuta exactamente como lo especifica el programador. En la parte del ciclo de búsqueda de instrucciones, el valor del registro del puntero de instrucción (IP) es la dirección de la siguiente instrucción que se va a buscar. Este valor se coloca en el bus de direcciones y se envía a la unidad de memoria; la unidad de memoria devuelve la instrucción en esa dirección y se bloquea en el registro de instrucciones (IR); y el valor de la IP se incrementa o se sobrescribe con un nuevo valor (en el caso de una instrucción de salto o bifurcación), listo para el siguiente ciclo de instrucción.
Sin embargo, esto se vuelve mucho más complicado una vez que se agregan características que mejoran el rendimiento, como la canalización de instrucciones, la ejecución fuera de orden e incluso la introducción de un caché de instrucciones simple.